# Monasterio de Kutlumusion

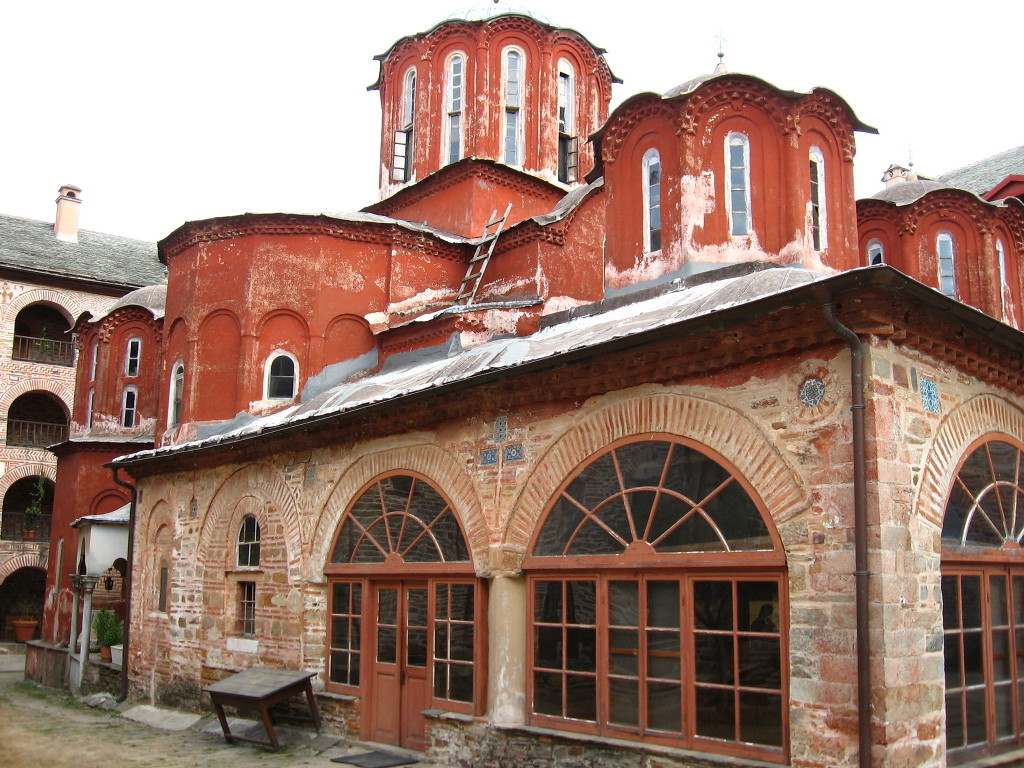
La iglesia del monasterio.

El Monasterio de Kutlumusion (Μονή Κουτλουμουσίου) es un monasterio ortodoxo del Monte Athos, Grecia. Es el sexto monasterio de la jerarquía de los monasterios de la Montaña Sagrada y está situado en la capital, Karyes. 
El monasterio fue levantado a mediados del siglo XII gracias a la ayuda de los voivodas Nicolae Alexandru y Vladislav Vlaicu de Valaquia. Está dedicado a la Transfiguración del Salvador que se celebra el 6 de agosto según el calendario gregoriano (el 19 de agosto según el calendario juliano).